# Nonette (musique)
Pour les articles homonymes, voir Nonette.
En musique, un nonette (ou plus rarement nonet), intermédiaire entre l'octuor et le dixtuor, désigne : 
- un ensemble de neuf chanteurs ou instrumentistes,
- une écriture musicale à neuf parties solistes, avec ou sans accompagnement,
- une œuvre pour neuf musiciens de genre et de forme très variés.

## Historique

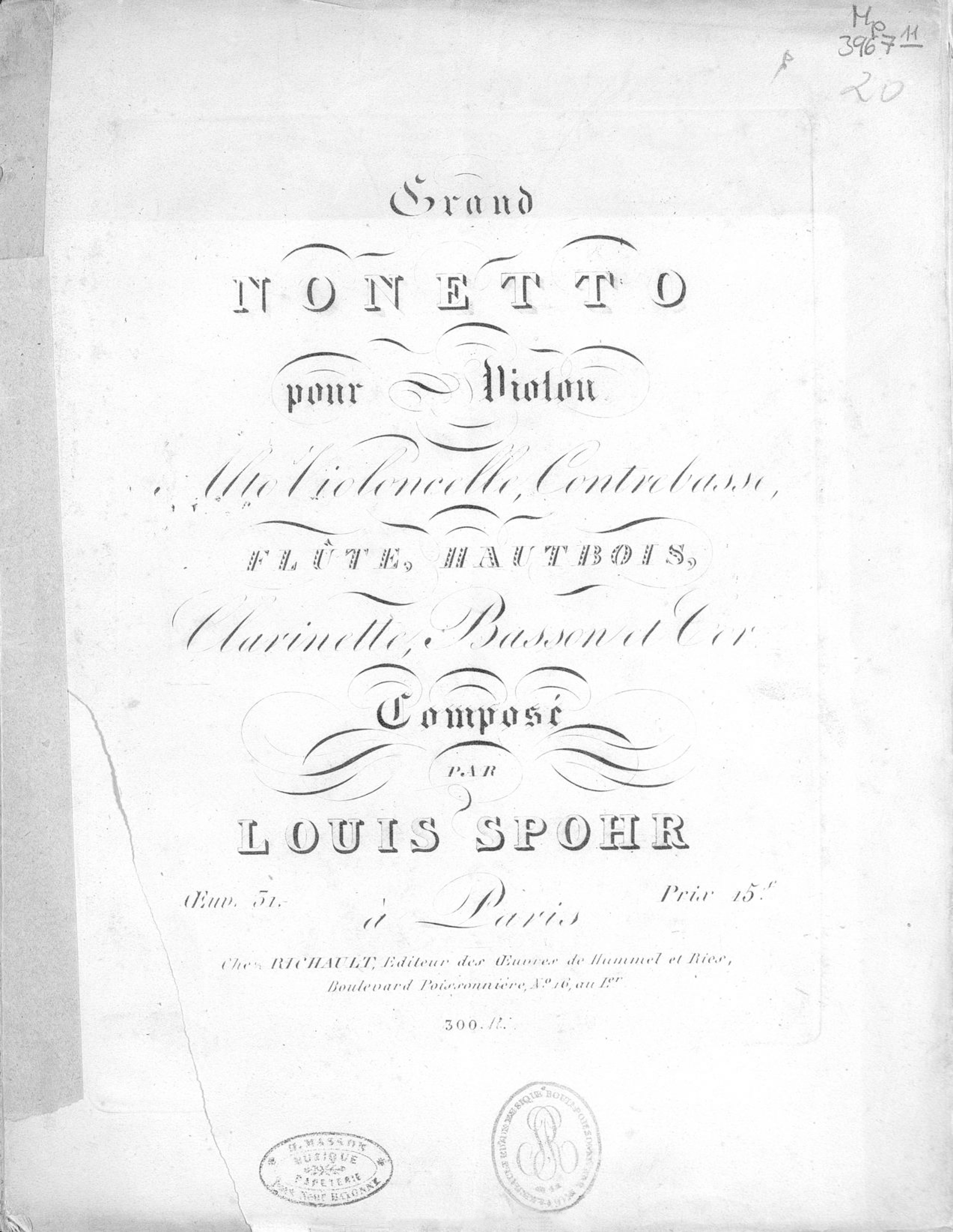
Page de titre du Grand nonetto de Louis Spohr, éd. Richault.

C'est à partir du XIXe siècle que les œuvres qui nécessitent neuf instruments l'indiquent précisément par l'emploi du terme « nonette » (en anglais nonet, en allemand nonett et en italien nonetto). Les compositeurs de la génération de Haydn ou Pleyel utilisaient auparavant des appellations plus générales comme divertimento ou sérénade.
Le genre est inauguré par le Grand nonetto op. 31 (1813) de Louis Spohr, composé pour une flûte, un hautbois, une clarinette, un basson, un cor, un violon, un alto, un violoncelle et une contrebasse. L’œuvre sert ensuite de modèle à plusieurs autres partitions, qui utilisent dès lors la même instrumentation, de Muzio Clementi (wo 30 et 31) et George Onslow (op. 77, 1849) notamment. 
Au XXe siècle, le genre prend son essor en Tchécoslovaquie, sous l'impulsion du Nonette tchèque, avec de nombreuses commandes pour cette formation. Bohuslav Martinů et Alois Hába ont par exemple composé plusieurs nonettes.
Avec diverses autres instrumentations, Darius Milhaud, Heitor Villa-Lobos, Anton Webern et Roberto Gerhard se sont également illustrés dans le genre.

## Répertoire

### Pour cordes
- Nonett, op. 150, de Nicolai von Wilm (de), pour 4 violons, 2 altos, 2 violoncelles et 1 contrebasse (1873-74)
- Nonet for strings d'Aaron Copland, pour 3 violons, 3 altos et 3 violoncelles (1960)

### Pour vents
- Eine kleine Trauermusik, D. 79, de Franz Schubert, pour 2 clarinettes, 2 bassons, contrebasson, 2 cors et 2 trombones (1813)[4]
- Sinfonia pour vents en sol mineur, A 509, de Gaetano Donizetti, pour flûte, 2 hautbois, 2 clarinettes, 2 bassons et 2 cors (1817)[5]
- Nonet, op. 70, de Hubert Parry, pour flûte, hautbois, cor anglais, 2 clarinettes, 2 bassons et 2 cors (1877)[6]
- Petite Symphonie de Charles Gounod, pour flûte, 2 hautbois, 2 clarinettes, 2 bassons et 2 cors (1885)[7]
- Nonet (Marche miniature) d'Arthur Bird, pour 3 flûtes (dont piccolo), 2 hautbois, 2 clarinettes et 2 bassons (1886-87)[8]
- Petite Suite gauloise, op. 90, de Théodore Gouvy, pour flûte, 2 hautbois, 2 clarinettes, 2 bassons et 2 cors (vers 1898)[9]
- Nonetto, op. 40, de Gustav Schreck, pour 2 flûtes, 1 hautbois, 2 clarinettes, 2 bassons et 2 cors (publié en 1905)[10]
- Sérénade en ré majeur, op. 20, d'Henri Marteau, pour 2 flûtes, 2 hautbois, 2 clarinettes, 1 clarinette basse et 2 bassons (1922)[10]
- Fantasy, op. 36, d'Eugène Goossens, pour flûte, hautbois, 2 clarinettes, 2 bassons, 2 cors et trompette (1924)[11]
- Tower Music, op. 129, d'Alan Hovhaness, pour flûte, hautbois, clarinette, basson, 2 cors, trompette, trombone et tuba (1954)[12]
- Huit plus un, op. 90, de Pierre-Max Dubois, pour flûte, 2 hautbois, 2 clarinettes, 2 bassons et 2 cors (publié en 1977)[13]
- Symphonie pour neuf instruments à vent de Sérgio Azevedo, pour flûte, 2 hautbois, 2 clarinettes, 2 cors et 2 bassons

### Mixte

#### Pour flûte, hautbois, clarinette, cor, basson, violon, alto, violoncelle et contrebasse
- Nonette en fa majeur, op. 31, de Louis Spohr[14] (1813)
- Nonette en la mineur, op. 77, de George Onslow (1849)
- Nonette en mi bémol majeur, op. 38, de Louise Farrenc (1849)
- Nonette, op. 139, de Josef Rheinberger[14]
- Nonette no 1, op. 40, d'Alois Hába[3] (1931)
- Nonette no 2, op. 41, d'Alois Hába[3](1932)
- Nonette no 3, op. 82, d'Alois Hába[3] (1953)
- Nonette, H. 374, de Bohuslav Martinů[1] (1959)
- Nonette no 4 , op. 94, d'Alois Hába[3] (1963)
- Nonette de Nino Rota

#### Autres
- Nonetto d'Henri Bertini, pour flûte, hautbois, basson, cor, trompette, alto, violoncelle, contrebasse et piano
- Nonette de Gustave Samazeuilh, pour flûte, hautbois, clarinette, basson, cor, 2 violons, alto et violoncelle
- Nonnetto de Théodore Dubois, pour flûte, hautbois, clarinette, basson et quintette à cordes (2 violons, alto, violoncelle et contrebasse)
- Symphonie de chambre no 1 « Le Printemps », op. 43, de Darius Milhaud[3], pour piccolo, flûte, hautbois, clarinette, 2 violons, alto, violoncelle et harpe (1917)
- Nonetto « Une impression rapide de tout le Brésil », d'Heitor Villa-Lobos, pour flûte, hautbois, clarinette, saxophone alto (jouant baryton), basson, harpe, piano, célesta et percussions (avec chœur mixte ; 1923)[3]
- Premier Nonette, H. 144, de Bohuslav Martinů[1], pour quintette à vent, trio à cordes et piano (1924-25)
- Concerto pour 9 instruments, op. 24, d'Anton Webern, pour flûte, hautbois, clarinette, cor, trompette, trombone, violon, alto et piano[14] (1934)
- Nonette no 1 de Hanns Eisler, pour flûte, clarinette, basson, cor, 2 violons, alto, violoncelle et contrebasse (1939)
- Nonette no 2 de Hanns Eisler, pour flûte, clarinette, basson, trompette, percussions, 3 violons et contrebasse (1941)
- Stowe Pastorals, H. 335, de Bohuslav Martinů, pour 5 flûtes à bec, clarinette, 2 violons et violoncelle[3] (1951)
- Nonette de Roberto Gerhard, pour flûte, hautbois, clarinette, basson, cor, trompette, trombone, tuba et accordéon[3] (1956-57)